# Gibraltar Premier Cup
A Gibraltar Premier Cup, também conhecida como Gibraltar Senior Cup é a copa da primeira divisão do Campeonato Gibraltino de Futebol. Foi criada em 2013 para a admissão da GFA a UEFA.

## Formato
Na fase de grupos, as 8 equipes da primeira divisão são separadas em 2 grupos com 4 equipes cada, jogando todos contra todos uma única vez. Os 2 primeiros de cada grupo avançam as semifinais do torneio, com o primeiro colocado de um grupo enfrentando o segundo colocado do outro. Os vencedores avançam a grande final.

## Campeões
| Temporada | Campeão          |
| --------- | ---------------- |
| 2013-14   | Lincoln Red Imps |
| 2014-15   | Lincoln Red Imps |
| 2015–16   | Lincoln Red Imps |